# Shek Lei Pui Reservoir
Shek Lei Pui Reservoir är en reservoar i Hongkong (Kina). Den ligger i den norra delen av Hongkong. Shek Lei Pui Reservoir ligger 123 meter över havet. I omgivningarna runt Shek Lei Pui Reservoir växer i huvudsak städsegrön lövskog.